# فرایند هابر

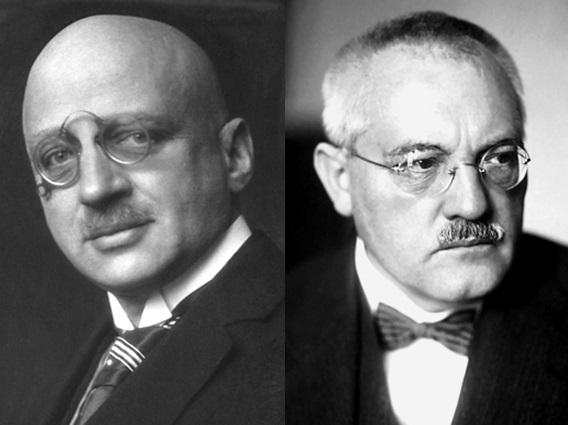
فریتس هابر (چپ) و کارل بوش

طرحواره ای از فرایند صنعتی تولید آمونیاک به روش هابر

فرایند هابر (به انگلیسی: Haber process) یا فرایند هابر-بوش (به انگلیسی: Haber–Bosch process) روشی برای تولید صنعتی آمونیاک از طریق واکنش گاز نیتروژن و گاز هیدروژن و با استفاده از کاتالیزگرهای آهن و روتنیم (در اغلب مواقع از ترکیبات ناخالص آن‌ها استفاده می‌شود) است. در این فرایند به دمای ۴۵۰ سانتی‌گراد (۷۲۳درجه کلوین) و فشار ۲۰۰ اتمسفر نیاز است. لابراتواری که این فرایند را کنترل می‌کند هابر لاب (haber lab) می‌نامند.
{\displaystyle {\ce {N2 + 3H2 -> 2NH3}}}
این فرایند به‌طور مشترک توسط دو شیمیدان آلمانی به نام‌های فریتس هابر و کارل بوش که هر دو از برندگان جایزه نوبل شیمی بودند، ابداع شد.
پیش از ابداع این روش، تولید آمونیاک در مقیاس صنعتی بسیار دشوار بود و روش‌های قدیمی تولید آمونیاک نظیر فرایند بیرکلند-اید (Birkeland Eyde process) و فرایند فرانک کارو (Frank Caro process) به‌شدت ناکارامد بودند. روش فرانک-کارو نیاز به مقدار زیادی نیروی الکتریسیته دارد که فرایند هابر بی‌نیاز از آن است.
تولید سالانه کود نیتروژن به این روش بیش از ۱۰۰ میلیون تن است. خوراک بیش از نیمی از جمعیت کنونی جهان به تولید کود به این روش بستگی دارد. علاوه براین، این روش در جنگ جهانی اول به امپراتوری آلمان کمک کرد تا برای ساخت مواد منفجره، آمونیاک تولید کند در حالی که متفقین جنگ جهانی اول از نیتروناتریت استفاده می‌کردند در ادامه جنگ متفقین شیلی که محل تأمین نیتروناتریت آلمان بود را محاصره کردند. آلمان برای رفع نیاز خود از دانشمندان استفاده کرد و یکی از دانشمندان به نام هابر روشی برای ساخت آمونیاک ابداع کرد.
امونیاک+تولوئن =T.N.T
در قرن نوزدهم تقاضا برای نیترات و آمونیاک برای استفاده به‌عنوان کود و مواد اولیه صنعتی به‌طور پیوسته در حال افزایش بود. اگرچه نیتروژن اتمسفر (N2) فراوان است و ۷۸ درصد حجمی هوا را تشکیل می‌دهد، اما به‌طور خاصی پایدار است و به آسانی با سایر مواد شیمیایی واکنش نشان نمی‌دهد. تبدیل N2 به آمونیاک چالشی را برای شیمیدانان در سطح جهان ایجاد کرد.
هابر، به همراه دستیارش رابرت لو روسیگنول (Robert Le Rossignol)، دستگاه‌های قوی و کاتالیزگرهای مورد نیاز برای نشان دادن فرایند هابر در مقیاس آزمایشگاهی را توسعه دادند. آنها فرایند خود را در تابستان ۱۹۰۹ با گرفتن آمونیاک از هوا، قطره قطره، با سرعت حدود ۱۲۵ میلی‌لیتر در ساعت نشان دادند. امتیاز این فرایند توسط شرکت آلمانی بی‌اِی‌اِس‌اِف خریداری شد، و وظیفه بزرگ کردن ماشین رومیزی هابر را برای تولید در سطح صنعتی به کارل بوش واگذار شد. در سال ۱۹۱۰ او موفق شد. هابر و بوش بعداً به ترتیب در سال‌های ۱۹۱۸ و ۱۹۳۱ به دلیل تلاش در غلبه بر مواد شیمیایی و مشکلات مهندسی در مقیاس وسیع، جریان پیوسته و تکنولوژی فشار بالا، جوایز نوبل دریافت کردند.
در سال ۱۹۱۸ میلادی فریتس هابر به دلیل تهیه آمونیاک از گازهای هیدروژن و نیتروژن برنده جایزه نوبل شیمی شد و در سال ۱۹۱۹ آنرا دریافت کرد. اولین مشکل او انجام نشدن واکنش در فشار و دمای اتاق بود؛ هابر واکنش میان گازهای هیدروژن و نیتروژن را بارها در دماها و فشارهای مختلف انجام داد تا بتواند شرایط بهینهٔ آن را پیدا کند. سرانجام دریافت که اگر مخلوط این گازها را از روی ورقهٔ آهنی (کاتالیزگر) در دمای ۴۵۰ درجه و فشار ۲۰۰ اتمسفر عبور داده شود با انجام واکنش مخلوطی از سه گاز هیدروژن، نیتروژن و آمونیاک تولید می‌شود؛ اما همه واکنش دهنده‌ها به فرآورده تبدیل نخواهد شد؛ زیرا این واکنش برگشت‌پذیر است. مشکل بعدی هابر این بود که چگونه آمونیاک را از مخلوط گازها جدا کند او با بررسی نقطه جوش این مواد راه حلی برای آن پیدا کرد. راه حل او سرد کردن مخلوط تا مایع شدن آمونیاک جداسازی آن و انجام دوباره واکنش با گازهای باقی مانده بود.